# Adult Attachment Interview
Das Adult Attachment Interview (Erwachsenen-Bindungs-Interview kurz AAI) ist ein halb standardisiertes Interview zur retrospektiven Erfassung von Bindungserfahrungen und aktuellen Einstellungen zur Bindung bei Erwachsenen. Es ist eine Untersuchungsmethode der Bindungstheorie. Carol George, Nancy Kaplan und vor allem Mary Main entwickelten dieses Testverfahren. Es untersucht Bindungserfahrungen und deren Auswirkungen auf die aktuelle psychische (gedankliche wie emotionale) Einstellung zur Bindung an andere bedeutende Personen.
Das AAI soll die kognitive und emotionale Verarbeitung sowie sprachliche Darstellung der frühen Bindungserfahrungen erfassen. Das AAI geht von den Theorien der Bindungstheorie aus, die besagen, dass frühe Bindungserfahrungen eine Auswirkung auf die spätere Einstellung gegenüber Bindung und Beziehungen haben. Die Muster, welche aufgrund früherer Bindungserfahrungen neue Bindungssituationen vorhersehbar machen, werden als „Bindungsrepräsentationen“ oder „inner working models“ bezeichnet.
Um auf diese schwierig zu erfassenden psychischen Verarbeitungen schließen zu können, weist der AAI eine besondere Innovation auf. Die Ergebnisse der Befragung werden nicht auf ihren genauen Inhalt hin ausgewertet, sondern es wird die Kohärenz der getätigten Aussagen bewertet. Hierbei gilt vor allem die kurze, zusammenhängende und logische Beschreibung der vergangenen Erfahrungen und der heutigen Einstellungen als kohärent.
Die Autoren Main, Kaplan, Cassidy beschreiben diese mentalen Bindungsrepräsentationen als:
„Anzahl von bewußten und unbewußten Regeln für die Organisation von Informationen über bindungsbezogene Erfahrungen, Gefühle und Vorstellungen, einschließlich einer Gedächtnis-Organisation, die den Zugang zu diesen Informationen erleichtern oder erschweren kann.“
Die Ergebnisse sind weitgehend unabhängig von Intelligenz, Gedächtnisleistung und sozialer Erwünschtheit.
Um zu angemessenen Ergebnissen zu kommen, ist es nötig, dass sehr erfahrene Interviewer die Testsituation beurteilen: Das macht den Test gegenüber standardisierten Interviews, die lediglich durch die Quantität der Messdaten ausgewertet werden, sehr aufwendig. Auch dauert die Durchführung sehr lange, etwa ein bis drei Stunden. Aus diesem Grund wird er beinahe ausschließlich für die Forschung verwendet und nicht für die Diagnostik in der psychotherapeutischen Praxis.

## Die Fragen im Adult Attachment Interview
Dem Muster des Bindungsverhaltens liegen verschiedene Strategien des Kindes zugrunde, mit denen es versucht, seine emotionalen Bedürfnisse, die häufig auf die Bezugspersonen gerichtet sind, zu regulieren. Es lässt sich ein deutlicher Zusammenhang zwischen dem „Bindungstyp“ des Kindes und der „Bindungseinstellung“ der Bezugsperson nachweisen. Ferner können diese Bindungsrepräsentanzen eine generationenübergreifende Kontinuität aufweisen.
Das AAI besteht aus einem fixierten Fragenkatalog, wobei die Interviewer die Möglichkeit haben, durch Nachfragen auf etwaige Besonderheiten oder Ungenauigkeiten einzugehen.
Die gestellten Fragen umreißen das Erleben der frühen Kindheit, zum Beispiel durch Fragen nach
- einer kurzen Darstellung der äußeren Lebensumstände,
- der Beziehung zu den Eltern
- der Beziehung zur Mutter, wobei 5 ihrer Eigenschaften mit konkreten Erläuterungen genannt werden sollen
- der Beziehung zum Vater, wobei ebenfalls 5 seiner Eigenschaften erläutert werden sollen
- dem Vergleich der Beziehungen zu Mutter und Vater.

Gefragt wird weiterhin
- bei wem Zuwendung und Unterstützung gesucht wurde in Belastungssituationen, bei Traurigkeit und Krankheit
- welche Trennungserfahrungen vorliegen
- ob es Erfahrungen von Zurückweisungen gibt
- ob Erfahrungen von Bedrohung oder Misshandlung vorliegen
- wie die heutige Beziehung zu den Eltern aussieht und wie sie bewertet wird.

Bedeutend sind Fragen nach dem Einfluss der Kindheitserfahrungen auf die heutige Persönlichkeit und inwiefern die Befragten heute Verständnis für das elterliche Verhalten zeigen. Gefragt wird außerdem nach zusätzlichen wichtigen Bindungspersonen in der (frühen) Kindheit und ob es Verluste von Eltern und/oder anderer Bindungspersonen innerhalb der Kindheit zu beklagen gab. Aussagekräftig ist zudem, ob eine Veränderung in der Beziehung zu den Eltern im Vergleich zu früher besteht und wie diese aussieht.
Schließlich stellen die Interviewer Fragen zum eigenen Kind. Hierbei wird zum Beispiel nach der Reaktion auf eine Trennung vom eigenen Kind gefragt und welche Sorgen sich Eltern um das Kind machen. Die Erwachsenen sollen im AAI drei Wünsche für die Zukunft ihres Kindes formulieren. Abschließend sollen die Befragten ein Resümee zum Erleben ihrer eigenen Kindheit und zur Kindheit ihres eigenen Kindes liefern.
Vom Interview fertigt man eine Abschrift (Transkript) und wertet diese nach linguistischen Kriterien aus (Diskursanalyse). Eingeschätzt werden soll die generelle Einstellung gegenüber Bindungen. Bei der Kategorisierung der Interviews ist die Kohärenz das wesentliche Merkmal. Keine Rolle spielt hingegen, ob die Befragten Trennung oder Traumatisierung in ihrer Vergangenheit erlebt haben, sondern vielmehr ob sie in der Interviewsituation in der Lage sind, logisch und zusammenhängend von ihrer damaligen und heutigen Situation zu berichten. Daraus schließen die Forscher, dass sie diese Erfahrungen verarbeiten konnten.
Inkohärente Aussagen werden bei der Auswertung als Hinweis auf unverarbeitete, negative Bindungserfahrungen gesehen. Als inkohärent gelten beispielsweise unvollständige Berichte oder Unstimmigkeiten. Manche Befragte berichteten von dem Tod eines Elternteils und ihrer Beziehung zu ihm, brachen die Erzählung aber plötzlich ab und berichteten stattdessen von unzusammenhängenden Ereignissen. Oder sie berichteten von der besonderen Liebenswürdigkeit einer Bezugsperson, als Beispiel können sie sich aber nur an eine Misshandlungssituation erinnern.

## Klassifikation von Bindungseinstellungen
Die Bindungsrepräsentanzen oder Bindungschemata der Erwachsenen konnten bestimmten Bindungstypen ihrer Kinder zugeordnet werden, die ebenfalls in der „fremden Situation“ untersucht wurden:

### Die autonome Bindungseinstellung (F; free-autonomous)
Menschen mit dieser Bindungseinstellung werden oft Eigenschaften wie Selbstvertrauen, Frustrationstoleranz, Respekt und Empathiefähigkeit zugeschrieben. Sie sind sich der negativen wie positiven Affekte und Einstellungen gegenüber ihren eigenen Bindungspersonen bewusst und reflektieren diese in angemessener Weise und Distanz. Eine unbewusste Identifikation mit ihren Eltern zeigt sich kaum – die eigene Eltern-Kind-Beziehung wird realistisch betrachtet und nicht idealisiert. Die Mütter hatten zumeist selbst Mütter mit einer autonomen Bindungseinstellung oder haben ihre sichere Bindung im Laufe ihrer Biographie durch die Möglichkeit zu alternativen Beziehungserfahrungen mit anderen, nicht primären Bindungspersonen, durch einen Partner oder zum Beispiel mit Hilfe einer psychotherapeutischen Unterstützung erhalten.
Im AAI fallen solche Erwachsenen durch relativ genaue Erinnerungen auf und stellen ihre Kindheit und das Beziehungsgeschehen in ihrem Leben ausgewogen, sachlich und kohärent dar. Auch negative Erfahrungen werden zugelassen und können mit einer gesunden Distanz geschildert werden. Im Erzählten wird eine Integration von kognitiven und affektiven Aspekten deutlich.
In der Regel reagieren diese Eltern vorhersehbar und angemessen auf ihre Kinder. Bindungsbedürfnisse werden nicht zurückgewiesen oder ignoriert. Ihre Kinder entwickeln sich zu einem Großteil sicher gebunden. Sie können sich vertrauensvoll an ihre Eltern wenden, wenn das Bindungssystem aktiviert wird. Im Gegenzug können sie diese sichere Basis als Ausgangspunkt für exploratives Verhalten nutzen.

### Die distanziert-beziehungsabweisende Bindungseinstellung (D; dismissing)
Erwachsene mit dieser Form der Bindungseinstellung können sich kaum an ihre eigene Kindheit erinnern, was bedeutet, dass sie viel verdrängt haben. Tendenziell idealisieren sie ihre Eltern und deren Erziehungsmethoden – wenngleich keine konkreten Situationen aufgezählt werden können, welche diese Idealisierung rechtfertigen. Berichtet wird hingegen von mangelnder elterlicher Unterstützung sowie von Zurückweisung (offen oder verdeckt) der kindlichen Bedürfnisse. Die Erwachsenen mit einer distanziert-beziehungsabweisenden Bindungseinstellung verleugnen die Bedeutung ihrer eigenen Erfahrungen mit den Eltern und deren Folgen für die Färbung ihres affektiven Kerns. Sie zeigen ein sehr großes Unabhängigkeitsbestreben und verlassen sich lieber auf die eigene Stärke. Sie formulieren, die fehlende Hilfe nicht vermisst zu haben und diesbezüglich auch keine Wut oder Trauer zu verspüren. Kinder solcher Erwachsener können eher mit affektiver Unterstützung und Einstellung auf ihre Bedürfnisse rechnen, wenn sie versuchen, eine Aufgabe zu bewältigen. Die Kinder werden früh unter Leistungsdruck gesetzt. Den Ergebnissen von George, Kaplan und Main (1985) zufolge, welche diese Bindungsrepräsentanzen der Eltern durch das „Adult Attachment Interview zur Erfassung von elterlichen Bindungsrepräsentanzen“ systematisch erforschten, gefällt es solchen Müttern, wenn die Kinder Anhänglichkeit zeigen. Allerdings neigen sie dann dazu, das Kind zu ignorieren, wenn es Beruhigung und Unterstützung braucht.
Im AAI fallen derartige Erwachsenen durch geringes Erinnerungsvermögen auf. Es kommt zu einer Idealisierung der Eltern, oder zu einer Abwertung von Bindungspersonen und Bindung im Allgemeinen. Die Aussagen sind inkohärent und getragen von überwiegend kognitiven Aspekten.

### Die präokkupierte, verstrickte Bindungseinstellung (E; entangled-enmeshed)
Diese Einstellung haben häufig Menschen, welche von den Erinnerungen an die eigene Kindheit flutartig überschüttet und permanent belastet sind. Die Probleme und Schwierigkeiten innerhalb der Beziehung zur eigenen Bindungsperson konnten sie nicht verarbeiten; sie überbewerten sie und pendeln zwischen Gefühlen wie Wut und Idealisierung hin und her. Letztlich stehen sie noch immer in einer Abhängigkeitsbeziehung zu den eigenen Bindungspersonen und sehnen sich nach deren Zuwendung und Wiedergutmachung. Die Mütter von Menschen mit so einer Bindungsrepräsentanz waren in den häufigsten Fällen „schwach“ und „inkompetent“ und konnten dementsprechend in Bedrohungssituationen, in denen ihre Kinder das Bindungssystem aktivierten, weder Schutz noch Beruhigung bieten. Kann die Mutter (oder entsprechende Bindungsperson) die Angst ihres Kindes nicht beseitigen, kommt es zu vermehrtem Anklammern. Die Ablöseprozesse beim Kind werden auch deshalb als besonders erschwert gesehen, weil die „schwache“ Mutter das Kind häufig parentifiziert und es daher schließlich das Gefühl hat, die Mutter versorgen zu müssen. Kindern solcher Eltern wird durch Verwöhnung und/oder durch das Hervorrufen von Schuldgefühlen verwehrt, sich explorativ zu verhalten und Wut, Aggressionen, Trotz und Unabhängigkeitsbestreben zu zeigen. Geraten sie in Konfliktsituationen mit der Bindungsperson, werden solche aufkommenden Gefühle weggeschaltet oder das Kind lenkt sich ab. Die Entwicklung einer eigenständigen Identität ist erschwert, weil das Kind sich nicht an der eigenen Gefühls- und Motivationslage orientieren kann, sondern permanent die Gefühlslage der Bindungsperson erfassen muss. Die Kinder gehören oft zum unsicher-ambivalent gebundenen Typ. Sie werden häufig wiederum die beziehungsüberbewertenden, aber unsicheren Bindungspersonen für ihre eigenen Kinder, die dann mangelnder Aufmerksamkeit und wenig Einfühlungsvermögen begegnen. Auf die Initiativen des Babys gehen Eltern mit beziehungsüberbewertender Bindungseinstellung nicht angemessen ein und reagieren häufig erst dann einfühlsam, wenn das Kind große Furcht und Schrecken zeigt. Das Kind kann daraufhin mit einer Verstärkung ebendieses Verhaltens reagieren, um die Aufmerksamkeit der Bindungsperson zu bekommen.
Im AAI fallen Erwachsene der Kategorie durch unausgewogene Darstellung und Beurteilung der Beziehung zu den Eltern auf. Die Aussagen sind inkohärent und getragen von affektiven Aspekten wie Hilflosigkeit und Wut.

### Die von unverarbeitetem Objektverlust beeinflusste Bindungseinstellung (U; unresolved)
Bindungspersonen, die unter einem unverarbeiteten Trauerprozess leiden oder nichtverarbeitete Erfahrungen von Misshandlung oder sexuellem Missbrauch erlebten, haben sehr häufig Kinder des desorganisierten Bindungstyps. Als Erklärung dient die Annahme, dass Bindungspersonen, welche unter Traumatisierungen leiden, keinen Schutz bieten können, bei ihren Kindern jedoch verhältnismäßig oft das Bindungsverhalten aktivieren, da sie ausgeprägte Furcht vor einem Grauen zeigen, welches für das Kind nicht greifbar ist. Wenn die traumatisierte Bindungsperson das Kind unter Umständen misshandelt, missbraucht, permanent beschämt etc., wird sie nicht zu einer vor Gefahren schützenden Instanz für das Kind, sondern selbst zu einer Quelle der Angst und Gefahr. Auch hier kommt es häufig zu einer Parentifizierung der Kinder durch ihre Eltern. Mütter mit einer Bindungsrepräsentanz dieses Typs überlassen ihren Kindern die Führung in der Beziehung in ungewöhnlichem Ausmaß. Generationsgrenzen werden überschritten und die Kinder fühlen sich in der Pflicht, ihre Eltern zu versorgen und ihr psychisches wie auch physisches Wohl zu sichern.
Im AAI reagieren die befragten Erwachsenen dieser Einordnung verwirrt und beschreiben ihre häufig traumatischen Erfahrungen und deren Auswirkungen in desorientierter, inkohärenter Weise. Sie pendeln zwischen positiven und negativen Sichtweisen hin und her und ihre Antworten sind irrational. Generell können sie sich nur schwer auf das Interview und dessen Themen einlassen.

### Nicht klassifizierbarer Bindungstyp (CC)
Innerhalb der Untersuchungen zum AAI wird diskutiert, eine weitere Kategorie für nicht zuzuordnende Erwachsene zu schaffen. Diese sind gekennzeichnet durch:
- Der Proband wechselte im AAI zwischen distanziertem und präokkupiertem Bindungstyp, ohne dass eine klare Strategie zu erkennen war.
- Meist stellten die Untersuchten schwerwiegenden traumatischen Erfahrungen dar.
- Sie zeigten häufig zutiefst negative Einstellung gegenüber Bindung.
- Sie verfügten über unvereinbare Denk- und Verarbeitungsstrategien.[2]

## Zusammenhänge zwischen der Bindung Erwachsener und kindlichen Bindungstypen
Wie zu erwarten, zeigten sich bei der Untersuchung sowohl der Eltern als auch der Kinder statistische Zusammenhänge, welche die Bedeutung der Bindungsrepräsentanzen bei den Eltern für die Entwicklung von bestimmten Bindungstypen bei den Kindern haben.
- Autonom klassifizierte Mütter hatten häufiger sicher gebundene Kinder (F→B).
- Beziehungsabweisende (distanzierte) eher vermeidend gebundene Kinder (D→A).
- Verstrickte Mütter eher ambivalente Kinder (E→C).
- Eltern, die unter einem unbewältigten Trauma leiden, haben vermehrt desorganisierte gebundene Kinder (U→D).[2]

Hierbei liegt die Übereinstimmung der Ergebnisse besonders hoch bei der sicheren Gruppe (F→B). Autonome Eltern haben mit 75 bis 82 % sicher gebundene Kinder. Die anderen Gruppen liegen etwas darunter.

## Sonstige Verwendungsmöglichkeiten des Adult Attachment Interviews
Das AAI kann auch für die Erstellung von Gerichtsgutachten eingesetzt werden, in denen beurteilt werden soll, inwieweit Erwachsene in der Lage sind, gegenüber Kindern eine Elternrolle einzunehmen.

Peter Fonagy wertete Adult Attachment Interviews mit einem Fragebogen aus, der auf seinem Konzept der Mentalisierung beruht.